# 40-й Вирджинский пехотный полк
40-й Вирджинский пехотный полк (The 40th Virginia Volunteer Infantry Regiment) был пехотным полком, набранным в северо-восточных округах Вирджинии для армии Конфедерации во время Гражданской войны в США. Он сражался почти исключительно в составе Северовирджинской армии и участвовал в «атаке Пикетта» под Геттисбергом.
До реорганизации мая 1863 года полк состоял в «Лёгкой дивизии Хилла», а в ходе реорганизации попал в состав дивизии Генри Хета.
Полк был сформирован в мае 1861 года. Его роты были набраны в округах Нортумберленд, Ричмонд и Ланкастер. Командиром полка стал Джон Брокенбро. Полк был включён в бригаду Чарльза Филда, однако Филд был ранен во Втором сражении при Булл-Ране, поэтому Брокенбро принял командование бригадой, сдав полк подполковнику Коксу. Весной 1863 года бригаду передали Генри Хету, а Брокенбро стал снова командовать полком, но после Чанселорсвилла Брокенбро снова стал командиром бригады, а полком теперь командовал капитан Томас Беттс. Бригада вошла в состав дивизии Хета, поэтому была задействована в первый же день сражения при Геттисберге. Командование Брокенбро очень плохо сказалось на боеспособности её полков.
В ходе сражения полк участвовал во второй атаке хребта Макферсона. Из-за низкой боеспособности полки бригады остановились буквально при первых же выстрелах и в целом их атака была малоэффективна.